# Bảo Sơn, Vân Nam
Bảo Sơn (保山市), Hán Việt: Bảo Sơn thị, là một địa cấp thị ở miền tây tỉnh Vân Nam, Cộng hòa Nhân dân Trung Hoa.

## Lịch sử
Thời kỳ cổ đại gọi là Vĩnh Xương, do thời kỳ Tần-Hán ở đây là quận Vĩnh Xương.
Từ thế kỷ 10 tới giữa thế kỷ 13 đây là thủ phủ của nước Đại Lý các công trình kiến trúc của thành Đại Lý đã được lưu giữ khá nguyên vẹn cho tới ngày nay, thành Đại Lý là 1 trong những khu di tích lịch sử nổi tiếng của Trung Quốc hàng ngày có rất nhiều du khách đến đây du lịch tham quan và đây cũng là nơi từng được các nhà đạo diễn dùng làm bối cảnh cho các bộ phim cổ trang nổi tiếng như "thiên long bát bộ".

## Các đơn vị hành chính
Địa cấp thị Bảo Sơn quản lý các đơn vị cấp huyện sau:

### Các quận nội thành
Một quận sau:
- Long Dương (隆阳)

### Các thành phố cấp huyện
- Đằng Xung 腾冲, trụ sở hành chính tại trấn Đằng Việt.

### Các huyện
Ba huyện:
- Thi Điện 施甸, trụ sở hành chính tại trấn Điện Dương.
- Long Lăng 龙陵, trụ sở hành chính tại trấn Long Sơn.
- Xương Ninh 昌宁, trụ sở hành chính tại trấn Hữu Điện.

## Giao thông
Các tuyến quốc lộ có:
- Đường cao tốc Đại Bảo (Đại Lý-Bảo Sơn, tốc độ cao nhất là 110 km/h).
- Đường cao tốc Sở Đại (Sở Hùng-Đại Lý).
- Đường cao tốc Bảo Long (Bảo Sơn-Long Lăng, mới nâng cấp thành đường có 4 làn xe chạy).

Về hàng không, sân bay Bảo Sơn (Mã AITA: BSD) có các chuyến bay đến và từ Côn Minh. Thời gian bay là 20 phút.